# Gerard al II-lea de Geldern
Gerard al II-lea (d. 24 octombrie 1131) a fost conte de Geldern începând din martie 1129 și până la moarte.
Tatăl lui Gerard a fost contele Gerard I de Geldern, după a cărui moarte Gerard al II-lea a succedat la conducerea comitatului.
Gerard a fost căsătorit cu Ermengarda, fiică a lui Otto al II-lea de Zutphen și a lui Iudith de Arnstein. Cei doi au avut următorii copii:
- Henric I de Geldern, succesor la conducerea comitatului de Geldern; căsătorit cu Agnes de Arnstein, fiică a contelui Ludovic al III-lea de Arnstein.
- Adelaida, căsătorită cu Ekbert, conte de Tecklenburg.
- Salomeea, căsătorită cu contele Henric I de Wildeshausen.